# Dirk Beutner
Dirk Beutner (* 1976 in Wernigerode) ist ein deutscher Mediziner. Als Universitätsprofessor ist er Leiter der Klinik für Hals-Nasen-Ohrenheilkunde der Universitätsmedizin Göttingen.

## Wirken
Beutner legte das Abitur am Gerhart-Hauptmann-Gymnasium in Wernigerode ab und absolvierte 1994 seinen Grundwehrdienst. Ab 1995 studierte er Humanmedizin und ab 1997 Sportwissenschaften an der Georg-August-Universität Göttingen. 2002 promovierte er dort zum Dr. med. mit der Dissertation Elektrophysiologische Charakterisierung der präsynaptischen Funktion cochleärer innerer Haarzellen der Maus.
Von 2002 bis 2004 war Beutner Arzt im Praktikum, später wissenschaftlicher Mitarbeiter an der HNO-Universitätsklinik in Dresden. Danach wechselte er an die HNO-Universitätsklinik Köln, dort habilitierte er sich 2008 für das Fach Hals-Nasen-Ohren-Heilkunde an der Medizinischen Fakultät der Universität zu Köln, wo er seitdem auch als Privatdozent tätig ist. Von 2009 bis 2017 war er Leitender Oberarzt und Personaloberarzt der Universitätsklinik Köln.
2005 wurde er Vorsitzender der Assistentenvertretung der Deutschen Gesellschaft für HNO-Heilkunde.
Seit 1. September 2017 ist Dirk Beutner Leiter der Klinik für Hals-Nasen-Ohrenheilkunde der Universitätsmedizin Göttingen. Am 19. Januar 2018 gab er seine Antrittsvorlesung mit dem Titel „Perspektiven in der Hals-Nasen-Ohrenheilkunde“.
Dirk Beutner verfügt über ein sehr breitgefächertes klinisch-operatives Spektrum und ist daneben auch international in der aktuellen medizinischen Forschung aktiv und beispielsweise mit 87 Arbeiten in der U.S. National Library of Medicine (MEDLINE) vertreten.

## Ehrungen (Auswahl)
- 2002: Promotionspreis der medizinischen Fakultät der Georg-August-Universität zu Göttingen
- 2002: Annelie-Frohn-Sonderpreis der Deutschen Gesellschaft für Phoniatrie/Pädaudiologie
- 2003: Hans-Heinrich-Niemann-Gedächtnispreis der Medizinischen Hochschule Hannover
- 2003: Johannes-Zange-Dissertationspreis der Norddeutschen Gesellschaft für HNO
- 2003: Plester-Preis der Deutschen Gesellschaft für HNO
- 2005: Posterpreis der Deutschen Gesellschaft für Audiologie
- 2011: Poster- und Innovationspreis auf dem Westdeutschen HNO-Kongress in Recklinghausen
- 2011: 3. Vortragspreis der Jahrestagung der Deutschen Gesellschaft für Schädelbasis-Chirurgie